# Belgijscy posłowie do Parlamentu Europejskiego 1999–2004
Belgijscy posłowie V kadencji do Parlamentu Europejskiego zostali wybrani w wyborach przeprowadzonych 13 czerwca 1999. Jeden mandat przypadający walońskim liberałom pozostał przez kilka ostatnich tygodni nieobsadzony.

## Lista posłów

### Flamandzkie kolegium wyborcze
Wybrani z listy Chrześcijańskiej Partii Ludowej (CVP)
- Miet Smet (EPP-ED)
- Marianne Thyssen (EPP-ED)
- Johan Van Hecke (ELDR)

Wybrani z listy partii Flamandzcy Liberałowie i Demokraci (VLD)
- Ward Beysen (Niez.)
- Willy De Clercq (ELDR)
- Dirk Sterckx (ELDR)

Wybrani z listy Bloku Flamandzkiego (VB)
- Philip Claeys (Niez.), poseł do PE od 16 czerwca 2003
- Koenraad Dillen (Niez.), poseł do PE od 16 czerwca 2003

Wybrani z listy flamandzkiej Partii Socjalistycznej (SP)
- Saїd El Khadraoui (PES), poseł do PE od 7 października 2003
- Anne Van Lancker (PES)

Wybrani z listy Unii Ludowej (VU)
- Nelly Maes (G-EFA)
- Bart Staes (G-EFA)

Wybrany z listy Agalev
- Jan Dhaene (PES), poseł do PE od 1 września 2002
- Patsy Sörensen (G-EFA)

### Walońskie kolegium wyborcze
Wybrani z listy walońskiej Partii Socjalistycznej (PS)
- Jean-Maurice Dehousse (PES), poseł do PE od 16 września 1999
- Véronique De Keyser (PES), poseł do PE od 25 września 2001
- Olga Zrihen (PES), poseł do PE od 6 kwietnia 2001

Wybrani z listy Ecolo
- Pierre Jonckheer (G-EFA)
- Paul Lannoye (G-EFA)
- Monica Frassoni (G-EFA)

Wybrani z listy PRL-FDF-MCC
- Anne André-Léonard (ELDR), poseł do PE od 16 czerwca 2003
- Gérard Deprez (EPP-ED)

Wybrany z listy Partii Społeczno-Chrześcijańskiej (PCS)
- Michel Hansenne (EPP-ED)

### Niemieckie kolegium wyborcze
Wybrany z listy Partii Chrześcijańsko-Społecznej (CSP)
- Mathieu Grosch (EPP-ED)

### Byli posłowie V kadencji do PE
- Peter Bossu (SP), do 31 grudnia 1999
- Philippe Busquin (PS), do 15 września 1999
- Claude Desama (PS), do 5 kwietnia 2001
- Karel Dillen (VB), do 4 czerwca 2003
- Daniel Ducarme (PRL), do 4 czerwca 2003
- Frédérique Ries (PRL), do 11 lutego 2004
- Jacqueline Rousseaux (PRL), od 19 lutego 2004 do 28 czerwca 2004
- Jacques Santkin (PS), od 1 lutego 2001 do 28 sierpnia 2001, zgon
- Freddy Thielemans (PS), do 16 stycznia 2001
- Kathleen Van Brempt (SP), od 13 stycznia 2000 do 28 września 2003
- Luckas Vander Taelen (Agalev), do 31 sierpnia 2002
- Frank Vanhecke (VB), do 4 czerwca 2003